# Irène Joliot-Curie
Irène Joliot-Curie (født 12. september 1897 i Paris, død 17. marts 1956 i Paris) var en fransk kemiker og nobelprismodtager.
Hun var datter af nobelprismodtagerne Pierre og Marie Curie og søster til forfatteren, Ève Curie. Iréne Joliot-Curie modtog selv nobelprisen i kemi i 1935 sammen med sin mand, Frédéric Joliot-Curie, for opdagelsen af induceret radioaktivitet.
Hun døde ligesom sin mor af leukæmi. Sygdommen var sandsynligvis en følgevirkning af hendes omgang med store mængder polonium og hendes arbejde med røntgen under første verdenskrig. 